# 23571 Zuaboni
23571 Zuaboni (tên chỉ định: 1995 AB) là một tiểu hành tinh vành đai chính. Tiểu hành tinh này được Marco Cavagna và Emanuela Galliani phát hiện ở Osservatorio Astronomico Sormano vào ngày 1 tháng 1 năm 1995. Nó được đặt theo tên Patrizia Zuaboni.